# Радио-примопредајник
Радио-примопредајник је електронски уређај који се састоји од радио-предајника и радио-пријемника. Обично је излазне снаге испод 100 W, а примјењује се за комуникације преко радио-таласа. Примјери су телефон, телефакс, радар, радио примопредајник и други.
Кориштење одвојених радио-предајника и пријемника на једном мјесту се показало непрактичним већ почетком 20. вијека, па се пришло изради комбинованих уређаја у виду радио-примопредајника. 
По конструкцији могу се подијелити на интегрисане и неинтегрисане. Интегрисани имају поједина кола заједничка за пријемник и предајник, и налазе се у једној кутији. Неинтегрисани имају посебне блокове пријемника и предајника, повезане у заједничко кућиште, а израђују се тако да отказ једнога не утиче на рад другога.

## Врсте примопредајника
Врсте су разне, зависно од типа информација, медијума преноса и других фактора:
- Радар
- Телефон
- Мрежна картица (интернет комуникација)
- Телефакс
- Радио